# Pristurus guichardi
Pristurus guichardi — вид геконоподібних ящірок родини Sphaerodactylidae. Ендемік Ємену.

## Поширення і екологія
Pristurus guichardi є ендеміками острова Сокотра, де мешкають переважно в гірському масиві Хаджхір. Вони живуть в сухих тропічних лісах і чагарникових заростях, трапляються поблизу ваді. Зустрічаються на висоті від 90 до 1030 м над рівнем моря. Ведуть деревний спосіб життя.